# Кленовка (приток Щелкана)
Кленовка — река в России, протекает по Жирновскому району Волгоградской области. Устье реки находится в 70 км по правому берегу реки Щелкан. Длина реки составляет 13 км. Площадь водосборного бассейна — 185 км². Высота устья — 128 м над уровнем моря.

## Данные водного реестра
По данным государственного водного реестра России относится к Донскому бассейновому округу, водохозяйственный участок реки — Терса, речной подбассейн реки — Бассейн прит-в Дона м/д впад. прит-в Хопра и Северского Донца. Речной бассейн реки — Дон (российская часть бассейна).
Код объекта в государственном водном реестре — 05010300212107000008909.